# Ivan Březina
Ivan Březina (* 17. ledna 1955 Praha) je český architekt. V 70. letech vystudoval České vysoké učení technické v Praze. Mezi jeho hlavní realizace patří rekonstrukce malostranských objektů, zejména zahrad a dále budova konzervatoře Jana Deyla (2002).